# Кэмпбелл, Бернард (антрополог)
Бернард Грант Кэмпбелл (англ. Bernard Grant Campbell, 29 апреля 1930, Уэйбридж, Англия — 11 марта 2017 года, Норфолк, Англия) — американский и британский антрополог, занимавшийся вопросами систематики и происхождения человека. Профессор Калифорнийского университета.

## Биография
Родился 29 апреля 1930 года в городке Уэйбридж на северо-востоке Англии в семье Дональда Фрейзера и Кэролайн (Генри) Кэмпбелл. Отец работал инженером. Бернард окончил Кембриджский университет, в 1957 году там же получил степень доктора философии. В 1962 году женился на Маргарет Элтон-Миллс. По данным 1977 года, жил в Седжфорд-холле на севере Норфолка.
Проводил исследования в Восточной и Южной Африке. Профессор Калифорнийского университета в Лос-Анджелесе в 1970—1976 годах, читал лекции в Кембриджском и Гарвардском университетах.
Работал над систематикой семейства Гоминиды, сначала выделив большое число родов, видов и подвидов. Однако затем сильно сократил систему, определив в роде Люди только два вида: Человек прямоходящий Homo erectus и Человек разумный Homo sapiens. При этом рассматривал неандертальцев не как отдельный вид, а как подвид Человека разумного Homo sapiens neanderthalensis, другим подвидом был Homo sapiens sapiens. Предложил считать известные ископаемые формы Homo erectus подвидами, в его составе выделил восемь подвидов (H. e. erectus, H. e. modjokertensis, H. e. pekinensis, H. e. capensis, H. e. habilis, H. e. leakeyi, H. e. mauritanicus, H. e. heidelbergensis)
Возражал против выделения вида Человек умелый Homo habilis. В 1973 году классифицировал ряд подвидов африканского австралопитека: Australopithecus africanus habilis (Leakey, Tobias and Napier, 1964), Australopithecus africanus modjokertensis (von Koenigswald, 1936), Australopithecus africanus robustus Broom, 1938 (Broom, 1938); также другие комбинации: Homo sapiens neanderthalensis King, 1864; Homo sapiens palestinus McCown and Keith, 1934; Homo sapiens rhodesiensis Woodward, 1921; Homo sapiens soloensis Oppenoorth, 1932 и пр. Один из редакторов каталога «Catalogue of fossil hominids».
Совместно с Дж. Вайнером (Уайнером) разработал одну из моделей происхождения человека: «гипотезу спектра», которая предполагала более значительное смешение между различными популяциями и регионами во времена древнего человечества, чем отличалась от других гипотез мультирегиональной эволюции. Отдельных эволюционных линий не существовало, все потомки Homo erectus потенциально могли участвовать в недавней эволюции человека (но не все действительно участвовали), а неандертальцы и явантропы могли частично быть предками современных групп. Крис Стрингер пишет, что в начале 70-х годов XX века такая гипотеза была одной из ведущих.
Имел несколько детей: Джеймса, Софи, Чарльза и Хэтти. Был женат на Сьюзен Кэмпбелл.
Скончался 11 марта 2017 года в графстве Норфолк, похоронен в Седжфорде.

## Некоторые труды
Книги и монографии
- An outline of human phylogeny. In: Handbook of Human Symbolic Evolution. Oxford University Press. 1996.
- Humankind Emerging / Campbell Bernard G. and Loy James D. New York: HarperCollins, College Publishers. 7th edition. 1995.
- Human Ecology: The Story of Our Place in Nature from Prehistory to the Present. New York. Routledge. 2nd Edition. 1995. doi:10.4324/9780203789568
- Man for All Seasons. In: Sexual Selection and the Descent of Man. The Darwinian Pivot. New York. Routledge. 1972.
- Catalogue of fossil hominids. / Kenneth Page Oakley, Bernard Grant Campbell. British Museum (Natural History), 1967.
- Human Evolution: An Introduction to Man’s Adaptations. Aldine, Chicago, 1966. [4th Edition: 1998]
  - Рецензия: J. H. Prost. Human evolution: An introduction to man's adaptations. By Bernard G. Campbell. xiv + 425 pp., illustr. Aldine, Chicago, 1966. $8.95 (англ.) // American Journal of Physical Anthropology. — 1967. — Vol. 27, iss. 2. — P. 225–227. — ISSN 0002-9483. — doi:10.1002/ajpa.1330270214.
  - Рецензия: T. D. Stewart. Inferring Man's Prehistory: Human Evolution. An Introduction to Man's Adaptations. Bernard G. Campbell. Aldine, Chicago, 1967. xvi + 425 pp., illus. $8.95. (англ.) // Science. — 1968. — Vol. 160, iss. 3828. — P. 675–675. — ISSN 0036-8075. — doi:10.1126/science.160.3828.675.a.
- The Nomenclature of the Hominidae, including a Definitive List of Hominid Taxa. Royal Anthropological Institute of Great Britain and Ireland. Occasional Paper No. 22. 1965.
  - Рецензия: Carleton S. Coon. Review of The Nomenclature of the Hominidae, including a Definitive List of Hominid Taxa (англ.) // Human Biology. — 1966. — Vol. 38, iss. 3. — P. 344–347. — ISSN 0018-7143. — JSTOR 41449277.
- Quantitative taxonomy and human evolution. In: S. L. Washburn (Ed.), Classification and Human Evolution. London: Methuen and Co. 1964. P. 50—74.

Статьи
- Is British physical anthropology dying? // Nature, 1978, 271 (5642), pp. 196.
- Conceptual Progress in Physical Anthropology: Fossil Man // Annual Review of Anthropology, Vol. 1, 1972, pp. 27–54.
- Was Virchow Right about Neandertal? / E. W. Mayr, B. G. Campbell // Nature, 1971, 229, pp. 253–254.
- Science and human evolution // Nature, 1964, 203 (4944), pp. 448–451. doi:10.1038/203448a0
- Newly described Olduvai Hominid / K. P. Oakley, B. G. Campbell // Nature, 1964, 202 (4933), pp. 732.
- The systematics of man // Nature, 1962, 194 (4825), pp. 225–232. doi:10.1038/194225a0
- The Centenary of Neandertal Man: Part II. // Man, 56, 1956, pp. 171–173.
- The Centenary of Neandertal Man: Part I. // Man, 56, 1956, pp. 156–158.